# سيميس 147
سيميس 147 هي مجرة تتبع كوكبة ممسك الأعنة. اكتشفها غريغوري أبراموفيتش شاجن ‏ في 1952.

## روابط خارجية
- سيميس 147 على موقع ويكي سكاي: DSS2, SDSS, GALEX, IRAS, Hydrogen α, X-Ray, Astrophoto, Sky Map, Articles and images